# Uvaria chamae
Espèce
Classification APG III (2009)
Uvaria chamae est une espèce de plantes à fleurs de la famille des Annonaceae et du genre paléotropical Uvaria. C'est un arbuste à feuillage persistant présent en Afrique tropicale, du Sénégal au Cameroun et au Congo.

## Description
StatureL’arbuste peut atteindre 2 mètres de hauteur.
Bois et écorceL’écorce est lisse, grise à noirâtre, à tranche jaune-brun. Les rameaux pubescents et lenticellés présentent des poils étoilés.
FeuillesLes feuilles à base obtuse, sont ovales à elliptiques, et font 6-15 cm de long, et 2,5-6,5 cm de large.
Fleurs et fruitsLa floraison se produit pendant la saison des pluies . Les fleurs, de couleur jaune verdâtre, sont solitaires, ou en paires, et axillaires, avec un diamètre de 25-30 mm. Les fruits font 20-40 mm de longueur, et 15 mm de diamètre.

## Usages
Usages médicaux recueillis (propriétés chimiques non vérifiées)La plantes est utilisée contre les saignements et les hémorragies. Les racines auraient des propriétés fébrifuges, astringentes, purgatives, vermifuges. L’écorce permettrait de lutter contre la dysenterie, les fleurs contre l’ophtalmie et la fièvre jaune notamment.
Usages alimentaires et culinairesLa pulpe du fruit est comestible.
Usages domestiques, artisanaux et industrielsLe bois permet la fabrication de piquets et poteaux de construction, et sert de bois de feu ou est converti en charbon.